# خورشیدگرفتگی ۱۵ نوامبر ۲۰۷۷
خورشیدگرفتگی ۱۵ نوامبر ۲۰۷۷ (به انگلیسی: Solar eclipse of November 15, 2077) یک خورشیدگرفتگی از نوع خورشیدگرفتگی حلقه‌ای است. این خورشیدگرفتگی در تاریخ ۱۵ نوامبر ۲۰۷۷ میلادی (‎۲۵ آبان ۱۴۵۶ خورشیدی) روی خواهد داد که زمان اوج آن، ساعت ۱۷:۰۷:۵۶ به‌وقت ساعت هماهنگ جهانی است. مدت زمان و طول این خورشیدگرفتگی ۷ دقیقه و ۵۴ ثانیه خواهد بود.